# 土木工学科
土木工学科（どぼくこうがくか）は、大学の学科のひとつである。日本の多くの大学で工学部、理工学部に属しており、土木工学の教育、研究がなされる。

## 学科名の改称と研究範囲の変化
本学科は歴史の長い学科であるが、1980年代に建設業界が典型的な3K職場であったことの影響で土木のイメージが低下し、受験者数が減少したことで優秀な学生が確保できなくなっていた。さらに、2000年代に入るとダムや長大橋などの大規模な土木構造物の新規建設が減少する。これを受けて、学科名を「環境」「社会」「都市」等の言葉を組み合わせた学科に改称する動きが2000年頃まで相次いだ。そのため土木工学科と名乗る大学、学科名に土木が含まれる学校も限られている。ただし、学科名の改称後も英訳はCivil engineeringが概ね含まれている。
また、構造力学や都市工学など、基礎部分では建築学と似通った部分も多く教育される。そのため、東北大学のように土木工学と建築学を一纏めにした学科に改組し、応用部分ではコース別にする大学も多く現れている。
2012年に名古屋大学の社会環境工学科が「環境土木・建築学科」に、2015年に愛知工業大学の都市環境学科が「土木工学科」に、2016年度に広島工業大学の都市デザイン工学科が「環境土木工学科」に、2021年度に九州大学の地球環境工学科建設都市工学コースが「土木工学科」に改称するなど、近年は学科やコースに土木を復活させるケースもある。この改称により、受験者が増加した大学も存在するが、更なる小規模化は否めない。

## “土木工学”を扱う日本の大学ほか
ここでは、学科名を問わず土木工学を扱う学科を示す。太字は土木を含むまたは改名後の（社会基盤など）学科、コース名などを示す。

### 土木工学科をもつ学校
（国立大学）
- 九州大学工学部 土木工学科 - 1911年九州帝国大学校工科大学創設とともに土木工学科が発足。1949年の九大工学部発足後の1963年には水工土木工学科も創設。1993年に両学科を統合して建設都市工学科創設。1998年の工学部再編に伴い、同学科と資源工学科、船舶海洋システム工学科が地球環境工学科へと統合され、同学科建設都市工学コースとなる。2021年の工学部再編で同コースは土木工学科に再変更される

（私立大学）
- 日本大学理工学部 土木工学科 - 1920年日本大学高等工学校土木科 1928年旧工学部土木工学科 1958年理工学部土木工学科
- 日本大学工学部 土木工学科 - 1929年専門部工科として発足 1949年日本大学第二工学部土木科として改組
- 日本大学生産工学部 土木工学科 - 1952年旧工学部（現理工学部）に工業経営学科（のち経営工学科）が創設され、1957年に土木コースとして発足。1965年に第一工学部として理工学部から分離し土木工学科、1966年生産工学部土木工学科
- 静岡理工科大学理工学部 土木工学科 - 2022年理工学部に土木工学科設置。
- 東海大学建築都市学部 土木工学科 - 1966年工学部に土木工学科設置。2022年に建築都市学部開設に伴い、土木工学科が同学部に属する
- 愛知工業大学工学部 土木工学科 - 1965年工学部第I部に土木工学科開設。2004年工学部再編により都市環境学科が発足し土木工学専攻に。2015年4月に都市環境学科土木工学専攻から再改称

（専修学校）
- 修成建設専門学校工業専門課程 第1本科（昼） 土木工学科
- 東海工業専門学校金山校工業専門課程 土木工学科
- 広島工業大学専門学校工業専門課程 土木工学科
- 福岡建設専門学校土木工学科（昼間部）
- 札幌工科専門学校環境土木工学科

### 土木のつく学科をもつ学校
（国立大学）
- 信州大学工学部 水環境・土木工学科 - 1959年工学部に工学専攻科土木工学専攻が設置される。1967年工学専攻科廃止に伴い土木工学科発足。1989年社会開発工学科土木コースに改称。2008年土木工学科に改称。2016年水環境・土木工学科に改称
- 名古屋大学工学部 環境土木・建築学科 環境土木工学コース - 1961年工学部に土木工学科設置。1996年に建築学科と統合し社会環境工学科を創設し社会資本工学コースに。2012年4月に社会環境工学科社会資本工学コースから改称
- 鳥取大学工学部 社会システム土木系学科 - 1967年工学部に土木工学科設置。1980年工学部に海洋土木工学科を開設。1985年社会開発システム工学科開設。1989年に土木工学科と社会開発システム工学科に再編。2015年両学科を社会システム土木系学科に再編。
- 熊本大学工学部 土木建築学科 土木工学教育プログラム、地域デザイン教育プログラム - 1988年4月に土木工学科と環境建設工学科から土木環境工学科に改組。1996年4月に土木環境工学科と建築学科と材料開発工学科の一部から環境システム工学科に改組。2006年4月に建築学科と分離して社会環境工学科に改組。2018年4月に建築学科と統合。土木建築学科に。

（私立大学）
- 八戸工業大学工学部 土木建築工学科 土木工学コース - 1968年八戸電波工業高等学校時代に土木科設置。1976年八戸工業大学工学部に土木工学科を設置。2001年土木工学科を環境建設工学科へ名称変更。2009年工学部に建築学科と環境建設工学科を土木建築工学科として再編し、同学科土木工学コースに
- 金沢工業大学工学部 環境土木工学科 - 1967年工学部に土木工学科設置。2004年環境・建築学部（現・建築学部）新設に伴い、環境土木工学科と改称して建築学科とともに移設。2018年工学部に再移設
- 福井工業大学工学部 建築土木工学科 土木コース - 1965年4月開学した福井工業大学に翌年の1966年に建設工学科を設置。1967年には建設工学科を建築専攻と土木工学専攻に専攻分けを実施。2001年建設工学科の土木工学専攻を地球環境工学専攻に改称。2006年に建設工学科地球環境工学専攻を建設工学科土木環境工学専攻と改称。2009年建設工学科土木環境工学専攻を土木環境工学科に改組。土木環境工学科と建築学科を建築生活環境学科に合併改組し、土木コースに。2015年建築生活環境学科を建築土木工学科に改称
- 広島工業大学工学部 環境土木工学科 - 2016年4月に都市デザイン工学科から改称。1965年工学部に土木工学科設置。1997年建設工学科と改称。2006年学部再編により都市建設工学科に改称。2010年都市デザイン工学科に改称

### 土木工学に類似した学科を持つ学校

#### 社会, 環境
（東京大学工学部 社会基盤学科<←旧土木工学科>など）
（私立大学）
- 第一工科大学工学部 環境エネルギ―工学科 - 九州学院大学工学部時代の1974年土木工学科を創設。1985年大学名称を第一工業大学に改称。2007年土木工学科を社会環境工学科に。2011年社会環境工学科を自然環境工学科に。2016年コース制を採用、植物バイオコースと社会基盤システムコースを設置。2017年社会基盤システムコースを土木システムコースに。2021年大学名が第一工科大学に改称され、2022年に自然環境工学科を環境エネルギー工学科へ名称変更。組織を都市環境エンジニアリング分野／クリーンエネルギー分野に区分し、土木システムコース、環境システムコース、植物バイオシステムコースの3コース制に

#### デザイン
（国立大学）
- 埼玉大学工学部 環境社会デザイン学科 - 1965年に1963年発足の工学部を理工学部に改組。建設基礎工学科を設置（発足以来、土木を名乗ったことがない。）するが、1976年に理工学部を理学部と工学部に分離。1978年工学部に建設工学科を設置。1993年に建設基礎工学科及び建設工学科を建設工学科として合併改組。2018年に環境社会デザイン学科と名称変更
- 宇都宮大学地域デザイン科学部（2016年4月新設）社会基盤デザイン学科 - 1964年に国立宇都宮工業短期大学を包括し工学部に改組。1982年工学部に土木工学科設置。1988年建築工学科と統合し建設学科を開設、土木コースに。2016年地域デザイン科学部開設に伴い、建設学科の土木コースが社会基盤デザイン学科と改組して移籍

（私立大学）
- 大阪工業大学工学部 都市デザイン工学科 - 1949年、工学部に土木工学科設置。2002年、土木工学科を都市デザイン工学科へ名称変更。
- 東洋大学理工学部 都市環境デザイン学科 - 1961年工学部が発足し、1962年に土木工学科を設置。1995年土木工学科を環境建設学科に名称変更。2009年工学部を理工学部へ改組した際に、都市環境デザイン学科（都市環境コース、都市創造コース、都市経営コース）に名称変更
- 九州産業大学建築都市工学部 都市デザイン学科 - 1964年、工学部に土木工学科増設。2004年、土木工学科を都市基盤デザイン工学科へ名称変更。2017年、建築都市工学部を新設。都市デザイン学科に

#### システム
（国立大学）
- 秋田大学総合環境理工学部 社会システム工学科 社会基盤コース - 1949年秋田大学開学時、鉱山学部が創設され、1966年鉱山土木学科設置。1970年土木工学科に改称。1991年土木環境工学科に改称。1998年鉱山学部を工学資源学部に改称（学科はそのまま）。2014年工学資源学部を理工学部に改組。システムデザイン工学科が開設され、土木環境工学コースとして開設。2025年度から学部改組に伴い組織名称変更。

#### 都市
（国立大学）
- 横浜国立大学都市科学部 都市基盤学科 - 1978年工学部に土木工学科を設置。1985年建築学科とともに建設学科に改組し土木工学コースになり、のち都市基盤コースに名称変更。2011年理工学部開設に伴い、建築都市・環境系学科都市基盤教育プログラムに。2017年都市科学部開設に伴い、都市基盤学科に改組

（公立大学）
- 東京都立大学都市環境学部 都市基盤環境学科 - 1940年東京府立高等工業学校が設立され（1943年東京都立高等工業学校、1944年東京都立工業専門学校と改称）建築教室と土木教室の建設工学科を開設。1949年に新制四年制大学として東京都立大学が開学し、工学部として合併改組した際、建設工学科が設置される。1956年に建設工学科の土木専攻を土木工学科に改組。2005年首都大学東京開学時に都市環境学部が発足し、土木工学科は都市基盤環境学科に名称変更し同学部に開設される。その後大学名称が東京都立大学に再変更されるが、学部学科名称は引き継がれる

（私立大学）
- 東京都市大学建築都市デザイン学部 都市工学科 - 1929年武蔵高等工科学校として創立時、土木工学科を設置。その後1942年実業学校令、専門学校令による武蔵高等工業学校開校、1944年武蔵工業専門学校と名称変更も、土木工学科は存続。1949年学制改革により武蔵工業大学が開学し、工学部の建設工学科土木専攻として発足するが、1957年に土木工学科に分離。2002年土木工学科を都市基盤工学科と改称。2007年都市基盤工学科を都市工学科と改称。2009年東京都市大学開学時も存続するが、2020年建築都市デザイン学部が開設され、同学部に移動となる

- 東北工業大学工学部 都市マネジメント学科 - 1967年工学部に土木工学科設置。2003年工学部土木工学科を建設システム工学科に名称変更。2011年工学部建設システム工学科を都市マネジメント学科に名称変更
- 大阪産業大学工学部 都市創造工学科 - 1967年工学部第一部土木工学科増設。2004年工学部土木工学科を工学部都市創造工学科に改称

#### 市民・地球
（京都大学工学部 地球工学科土木工学コース<←旧土木工学科>など）
- 神戸大学工学部 市民工学科 - 1921年に開校した神戸高等工業学校に1928年土木科設置。1949年神戸大学開学時、工学部土木工学科に改組。1992年建設学科が発足し土木専攻に改組。2007年建設学科改組により市民工学科として再改組

#### 工学・理工学・創造・創生
（国立大学）
- 室蘭工業大学理工学部 創造工学科 昼間コース建築土木工学コース - 1897年札幌農学校に発足の土木工学科が北海道帝国大学開学時に附属土木専門部と改組。1949年室蘭工業大学開学時に工学部土木工学科に。1990年には建築学科と合併し建設システム工学科に改組し土木工学コースになるが、2009年には同学科は建築社会基盤系学科に名称変更。2019年工学部は理工学部に改組され創造工学科を設置、建築土木工学コースに変更され、土木工学トラックに改組
- 岩手大学理工学部 理工学科 社会基盤・環境工学コース - 1973年度工学部に土木工学科設置。2009年度から2015年度まで工学部社会環境工学科。2016年度から理工学部システム創成工学科社会基盤・環境コース。2025年度から理工学科へ改組に伴い現名称
- 群馬大学理工学部 環境創生理工学科 社会基盤・防災コース - 1979年工学部に建設工学科を設置。2007年社会環境デザイン工学科に改組。2013年工学部が理工学部に改組し環境創生理工学科が開設され、同学科の社会基盤・防災コースに改組
- 山梨大学工学部 工学科 土木環境工学コース - 1924年国立山梨高等工業学校（1944年 国立山梨工業専門学校と改称）創立時に土木科発足。1949年国立山梨大学工学部発足時、土木工学科に。1974年工学部に環境整備工学科が設置され、1989年に両学科が土木環境工学科に改組。2024年工学部は工学科の一学科コース制に
- 新潟大学工学部 工学科 力学分野 社会基盤工学プログラム - 1967年工学部に土木工学科設置。1989年建築学科と統合し建設学科土木工学講座に改組。2017年工学部の既存の7学科を改組して工学科が設置され、機械システム工学とともに力学分野の社会基盤工学プログラムに改組
- 岡山大学 工学部 工学科 環境・社会基盤系 都市環境創成コース - 1974年工学部に土木工学科設置。1994年環境理工学部改組により環境デザイン工学科に移行。2021年環境理工学部が工学部に再改組と工学科の1学科制移行により、同系同コースに変更
- 長崎大学工学部 工学科 社会環境デザイン工学コース[3] - 1969年工学部に土木工学科が増設される。1991年社会開発工学科に改組。2011年工学部7学科が工学科1学科に改組され、社会環境デザイン工学コースとして発足
- 香川大学創造工学部 創造工学科 建築・都市環境コース - 1961年農学部に農業工学科を設置。1997年工学部発足に伴い、農業工学科を安全システム建設工学科へと再編。2018年創造工学部 創造工学科へ再編にともない、現コースに
- 鹿児島大学工学部 先進工学科 海洋土木工学プログラム - 1973年4月海洋土木開発工学科設置。1992年海洋土木工学科に改組。2020年先進工学科へと再編にともない、海洋土木工学プログラムへ

（私立大学）
- 足利大学工学部 創生工学科 建築・社会基盤学系 土木工学コース - 旧校名、足利工業大学。2002年4月に土木工学科から都市環境工学科に改称。2011年4月に都市環境工学科、建築学科、機械工学科、電気電子工学科、システム情報工学科を創生工学科に改組
- 東京電機大学理工学部 理工学科 建築・都市環境学系 都市環境コース - 1977年理工学部建設工学科。2007年に理工学部の学科改編を実施、コース制を導入し、理工学科の現コースに
- 関東学院大学理工学部 理工学科 土木・都市防災コース - 1950年工学部に土木工学科が発足。2009年に工学部が工学科コース制に移行、現コースに。2013年に理工学部理工学科に改組
- 国士舘大学理工学部 理工学科 まちづくり学系 - 1964年工学部に土木工学科を開設。2002年土木工学科を都市システム工学科に。2007年工学部を理工学部に改組。理工学科の1学科に都市システム工学科は都市ランドスケープ学系に改組。2014年都市ランドスケープ学系をまちづくり学系に改組

#### その他
（国立大学）
- 東京科学大学環境・社会理工学院 土木・環境工学系 - 1965年工学部に土木工学科創設（第6類）。2007年工学部土木工学科を土木・環境工学科と改称。2016年環境・社会理工学院改組に伴い、現学系に。
- 金沢大学理工学域 地球社会基盤学類 土木防災コース - 1949年工学部創設時に土木工学科設置。1975年建設工学科増設。1985年土木工学科と建設工学科が合併し土木建設工学科に改組。2008年工学部が理工学域に改組され、環境デザイン学類を創設し、土木建設コース、環境防災コース、都市デザインコースの3コースを設置。2018年地球社会基盤学類が創設され、同学類の土木防災コースと環境都市コースに移行する
- 豊橋技術科学大学工学部 建築・都市システム学系 社会基盤コース - 1977年工学部建設工学課程創設。2010年建築・都市システム学課程／専攻に改組、現コースに
- 長岡技術科学大学工学部 環境社会基盤工学課程 - 1977年工学部建設工学課程創設。1994年工学部に環境システム工学課程を創設。2015年に両学課程を合併改組し、現課程に
- 広島大学工学部 第四類 社会基盤環境工学プログラム - 1949年工学部創設時に、土木建築工学科開設。1961年土木建築工学科を土木工学科と建築学科とに分離。1976年工学部組織を学類制に移行時第四類（建設系）に改組。2001年第四類（建設・環境系）に改組。2018年第四類に現プログラムを創設

（私立大学）
- 芝浦工業大学工学部 土木工学課程 - 1927年東京高等工商学校土木工学科 1949年芝浦工業大学工学部土木工学科として改組。2024年度から課程制に移行し、土木工学課程に改組。
- 大同大学建築学部 建築学科 都市空間インフラ専攻 - 1975年大同工業大学に建設工学科を創設。1987年建設工学科の専攻分離し、土木工学専攻・建築学専攻の2専攻を置く。2001年建設工学科を建築学科に名称変更し、土木工学専攻を都市環境デザイン学科に改組。2012年建築学科に合流し、土木・環境専攻に改組。2024年4月には同学科を改組し、建築学部開設。同専攻の専攻名称を都市空間インフラ専攻とする。